# طوطی‌نوک نوک‌روشن
طوطی‌نوک نوک‌روشن (نام علمی: Paradoxornis atrosuperciliaris) نام یک گونه از تیره سسکیان است.